# Lydia Potechina
Lydia Potechina (* 5. September 1883 in Sankt Petersburg; † 30. April 1934 in Berlin) war eine russische Schauspielerin.

## Leben
Sie besuchte um 1900 in Sankt Petersburg die kaiserliche Theaterschule. Danach trat sie im Solowzow-Theater in Kiew auf und heiratete den Schauspieler und Theaterbesitzer Max Pfeiffer (1881–1947). Ende 1918 floh sie mit ihm nach Berlin und eröffnete dort das Kabarett „Der blaue Sarafan“.
Bald kam sie zum deutschen Film und wirkte in zahlreichen Streifen mit, darunter viele Komödien. Oft spielte Potechina Tanten, Mütter oder Schwiegermütter.
Sie starb am 30. April 1934 in Berlin und wurde auf dem russischen Friedhof in Tegel beigesetzt. Walter Schulze-Mittendorff gestaltete ihr Grabmal, das nach 1945 verloren ging.

## Filmografie
- 1920: Die entfesselte Menschheit
- 1921: Irrende Seelen
- 1921: Pariserinnen
- 1921: Zirkus des Lebens
- 1921: Der müde Tod
- 1922: Bardame
- 1922: Dr. Mabuse, der Spieler (2 Teile)
- 1922: Psicha, die Tänzerin Katharina der Großen
- 1923: Fräulein Raffke
- 1923: Die grüne Manuela
- 1923: Katjuscha Maslowa
- 1924: Komödie des Herzens
- 1924: Königsliebchen
- 1924: Der Sprung ins Leben
- 1924: Colibri
- 1925: Athleten
- 1925: Das Fräulein vom Amt
- 1925: Die gefundene Braut
- 1925: Leidenschaft
- 1925: Luxusweibchen
- 1925: Ein Walzertraum
- 1925: Pietro, der Korsar
- 1926: Die drei Mannequins
- 1926: Die dritte Eskadron
- 1926: Die Fahrt ins Abenteuer
- 1926: Familie Schimek
- 1926: Gräfin Plättmamsell
- 1926: Die keusche Susanne
- 1926: Die Kleine und ihr Kavalier
- 1926: Manon Lescaut
- 1926: Menschen untereinander
- 1926: Der rosa Diamant
- 1926: Schatz, mach’ Kasse
- 1926: Die sieben Töchter der Frau Gyurkovics
- 1926: Wir sind vom K. u. K. Infanterie-Regiment
- 1927: Die Bräutigame der Babette Bomberling
- 1927: Deutsche Frauen – Deutsche Treue
- 1927: Dr. Bessels Verwandlung
- 1927: Das Erwachen des Weibes
- 1927: Die Frauengasse von Algier
- 1927: Der Fürst von Pappenheim
- 1927: Der größte Gauner des Jahrhunderts
- 1927: Heimweh
- 1927: Jugendrausch
- 1927: Ein schwerer Fall
- 1927: Die selige Exzellenz
- 1927: Üb’ immer Treu’ und Redlichkeit
- 1928: Die letzte Galavorstellung des Zirkus Wolfsohn
- 1928: Amor auf Ski
- 1928: Ein besserer Herr
- 1928: Don Juan in der Mädchenschule
- 1928: Flucht vor Blond
- 1928: Mikosch rückt ein
- 1928: Herkules Maier
- 1928: Ledige Mütter
- 1928: Looping the Loop
- 1928: Luther – Ein Film der deutschen Reformation
- 1928: Marys großes Geheimnis
- 1928: Der moderne Casanova
- 1929: Auf der Reeperbahn nachts um halb eins
- 1929: Die fidele Herrenpartie
- 1929: Ich hab’ mein Herz im Autobus verloren
- 1929: Mein Herz ist eine Jazzband
- 1929: Die Zirkusprinzessin
- 1930: Achtung! – Auto-Diebe!
- 1930: Oh Mädchen, mein Mädchen, wie lieb ich Dich
- 1930: Der weiße Teufel
- 1930: Der Witwenball
- 1931: Bomben auf Monte Carlo
- 1932: Der Orlow
- 1932: Ich bei Tag und Du bei Nacht